# 2652 Yabuuti
2652 Yabuuti је астероид главног астероидног појаса чија средња удаљеност од Сунца износи 2,635 астрономских јединица (АЈ).
Апсолутна магнитуда астероида је 13,6.